# Френк Вайлд
Джон Роберт Френсіс Вайлд (англ. John Robert Francis Wild; 10 квітня 1873, Йоркшир, Велика Британія — 19 вересня 1939, Клерксдорп, ПАР) — британський полярний дослідник, учасник чотирьох експедицій в Антарктиду під керівництвом Роберта Скотта, Дугласа Моусона і Ернеста Шеклтона, учасник, а потім керівник експедиції Шеклтона на «Квесті». Один з двох чотириразових кавалерів Полярної медалі.

## Біографія
Френк Вайлд народився 10 квітня 1873 року в місті Скелтон-ін-Клівленд  Північний Йоркшир, в родині вчителя Бенджаміна Вайлда і його дружини Мері Кук. По матері Френк був далеким нащадком мореплавця Джеймса Кука. Френк був старшим з восьми синів (ще було три дочки). Початкову освіту Френк Вайлд отримав у Бедфорді. У 1889 році у 16 років почав працювати у торговельному флоті Англії, де дослужився до другого помічника капітана. У 1900 році Вайлд розпочав службу в Королівському військово-морському флоті. У 1901 році проходив службу моряком на кораблі «Единбург».

## Антарктичні експедиції

### 1901—1904
Френк Вайлд був добровольцем першої британської експедиції в Антарктиду Роберта Скотта. Служив моряком на експедиційному судні «Діскавері». Під час експедиції Вайлд придбав перший полярний досвід в організації санних походів, поводженні з собачими упряжками, організації побуту експедиції під час полярної ночі. У березні 1902 року для дослідження східних кордонів острова Росса було здійснено нетривалий санний похід. На зворотному шляху загін потрапив у сильну заметіль. Недосвідчені мандрівники вирішили не чекати, доки скінчиться буря, кинули намет і пішли до корабля. Вони йшли крізь заметіль, падали зі схилів. Мандрівник Вінс зірвався зі схилу і упав у море Після загибелі Вінса рядовий моряк Френк Вайлд повів п'ятьох товаришів. Дякуючи Вайлду всі були врятовані.
Весною 1902 року Френк Вайлд взяв участь у поході під керівництвом Альберта Армітеджа, який очолював західний загін. Їхнім завданням   було знайти шлях до Південного магнітного полюса Землі. Для цього потрібно було перетнути незвідані території Землі Вікторії. 3 січня 1903 року їм вдалося піднятися до витоку льодовика (названого пізніше на честь геолога експедиції льодовиком Феррара) на висоту 8900 футів над рівнем моря. Вони досягли внутрішньої частини Землі Вікторії — антарктичного плато. Це було найважливіше географічне відкриття даної експедиції.
Під час цієї експедиції Вайлд познайомився з мандрівниками, які стали пізніше прославленими відкривачами, в тому числі з третім помічником керівника Ернестом Шеклтоном, з яким доля пов'язала його на багато років.

### 1907—1909
У 1907 році Френк взяв участь у другій британській експедиції в Антарктиду під керівництвом Ернеста Шеклтона. Формально він виконував обов'язки завгоспа берегової партії і фактично був заступником керівника. По дорозі до полюса експедицією було відкрито Трансантарктичні гори, картографовано льодовик Бірдмор, полярне плато. Вони досягли рекордної точки південної широти 88º23' 9 січня 1909 року. На зворотному шляху 27-28 лютого знесилені Шеклтон і Вайлд зробили 36-годинний перехід «порожняком» до бази Скотта на півострові Хат-Пойнт, щоб встигнути викликати експедиційне судно до його відплиття на північ. Вони встигли і цим врятували залишених Адамса і Маршалла — останній через хворобу не міг самостійно пересуватися.

### 1911—1913
У 1911 році доктор Дуглас Моусон запросив Френка Вайлда взяти участь в його Австралійській антарктичній експедиції і очолити одну з трьох запланованих до організації полярних станцій. Вайлд прийняв пропозицію і з лютого 1912 року до кінця лютого 1913 року очолював наукову групу з восьми осіб («західну партію»), яка діяла, як самостійна експедиція. «Західна партія» була висаджена на шельфовому льодовику Шеклтона за 1500 миль на захід від основної бази Моусона на мисі Денісон. Це була перша в історії зимова база на плавучому льодовику, а не на континентальному узбережжі.
У кінці весни 1912 року полярники почали планові санні походи. Санна партія під керівництвом Вайлда досліджувала узбережжя Антарктиди на схід від бази, партія Сідні Джонса на захід, метеоролог Мортон Мойес вів наукові спостереження на зимівлі. Район досліджень виявився неймовірно складним, була погана погода. Проте вдалося дослідити і нанести на карту 400 миль важкодоступного антарктичного узбережжя.

### 1914—1916
У 1914 році Френк Вайлд був учасником Імперської Трансантарктичної експедиції Шеклтона на посаді заступника керівника експедиції. У жовтні 1915 року експедиційне судно розчавили пакові льоди в морі Ведделла, і команда у складі 28 осіб змогла на шлюпках в квітні 1916 року дістатися до Елефанта. Шеклтон і ще 5 осіб вирушили за порятунком на маленькій рятувальній шлюпці до острова Південна Джорджія. Вайлд залишився керівником на острові з двадцятьма двома зимівниками. Шеклтон зміг дістатися до Південної Джорджії і 30 серпня 1916 привів до острова Мордвинова рятувальне судно, всі були евакуйовані в Пунта-Аренас.

### 1921—1922
У 1921 році Френк Вайлд перебував на посаді заступника керівника останньої експедиції Ернеста Шеклтона на судні «Квест». Після раптової смерті Шеклтона 5 січня 1922 від серцевого нападу він очолив експедицію і довів її до кінця. Експедиція не домоглася значущих результатів і тому була непоміченою для громадськості.

## Після антарктичних експедицій
Служив на півночі Росії і займався постачанням спорядження та умундирування для потреб фронту. Після закінчення війни Френк Вайлд вирушив до Ньясаленду (ПАР).
Після повернення до Англії з експедиції на «Квесті» 24 жовтня 1922 Френк одружився з Вірою Альтман — вдові чайного плантатора з Борнео, з якою познайомився ще в 1918 році в Росії і допоміг їй тоді дістатися до Англії. У червні наступного року він разом з дружиною перебрався в Зулуленд на півночі ПАР, де купив землю. Вайлд пробував займатися сільським господарством, будівництвом залізниці, працював на алмазній шахті у Клерксдорпі, але його комерційні починання не мали успіху. У 1928 році він розлучився, в 1931 році одружився з Біатріс Роуботт, яка була на 37 років молодша за нього, після чого переїхав до Йоганнесбургу.

## Останні роки життя
Останні роки життя Френк Уайлд частково заробляв гроші читанням лекцій з полярної тематики і працював на золотодобувних шахтах у Вітватерсранді і Клексдорпі. З початку 1930-х років у нього були серйозні проблеми з алкоголем.
Френк Вайлд помер 19 серпня 1939 року від пневмонії і діабету. Його тіло було піддано кремації, а прах поміщений в колумбарій кладовища Брікстон в Йоганнесбурзі.
27 листопада 2011 прах Френка Уайлда був перепохований на острові Південна Джорджія праворуч від могили сера Ернеста Шеклтона.

## Відзнаки
За свій внесок у справу полярних досліджень і розвиток географії Френк Вайлд був удостоєний низки нагород і звань:
- Полярна медаль (1904, 1909, 1913, 1916) — за участь в антарктичних експедиціях Скотта, Моусона і Шеклтона.
- Орден Британської імперії (1920) — за військову службу і видатні заслуги в Імперській Трансантарктичній експедиції
- Почесний громадянин Лондон а (1923)
- Золота медаль Королівського географічного товариства (1924) — за тривалу роботу в Антарктиді
- У 2011 році була видана книга Енджі Батлер «У пошуках Френка Вайлда»
- У 2012 році кінокомпанією Бі-бі-сі був випущений фільм «Френк Вайлд: Забутий герой Антарктики»

## Пам'ять
На честь Френка Вайлда названі:
- Мис Вайлда
- Гора Вайлда в Антарктиді
- Вершина Вайлда у хребеті Куїн-Олександра
- Льодовик Вайлда у хребті Куїн-Олександра;
- Пойнт Вайлд на острові Мордвинова.